# Gerald Sacks
Gerald Enoch Sacks (Brooklyn, 1933) é um matemático estadunidense.
Sacks obteve um doutorado em 1961 na Universidade Cornell, orientado por John Barkley Rosser.
Foi palestrante convidado do Congresso Internacional de Matemáticos em Estocolmo (1962 - Recursively enumerable degrees) e em Nice (1970 Recursion in objects of finite type).

## Obras
- Degrees of unsolvability. Princeton University Press 1963, 1966.
- Saturated Model Theory. Benjamin, 1972.
- Higher Recursion theory. Springer, 1990.
- Selected Logic Papers. World Scientific, 1999.
- Mathematical Logic in the 20th Century. World Scientific, 2003.